# Dunsdorf

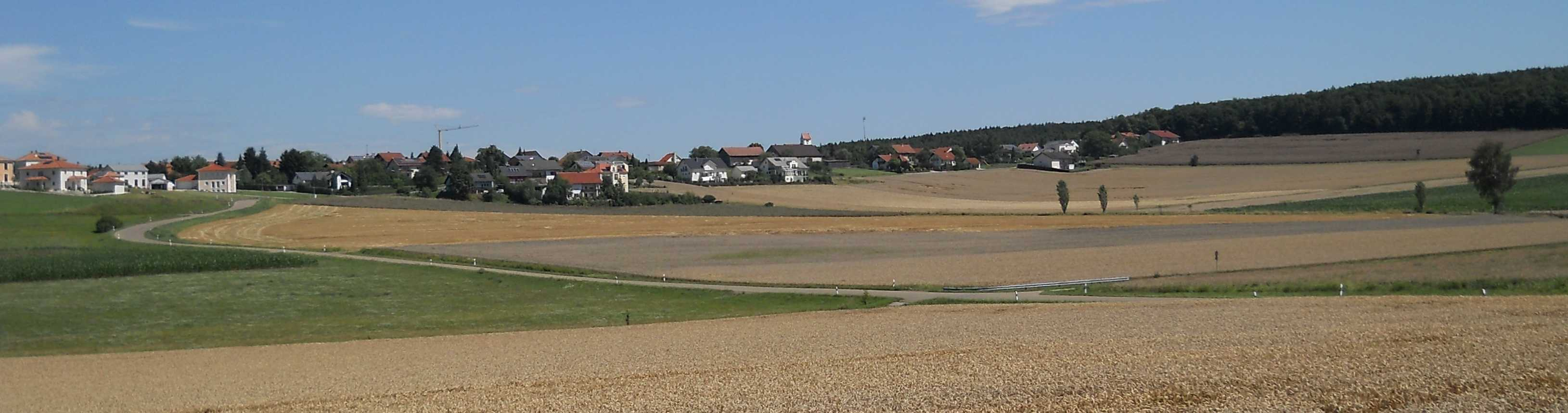
Dunsdorf

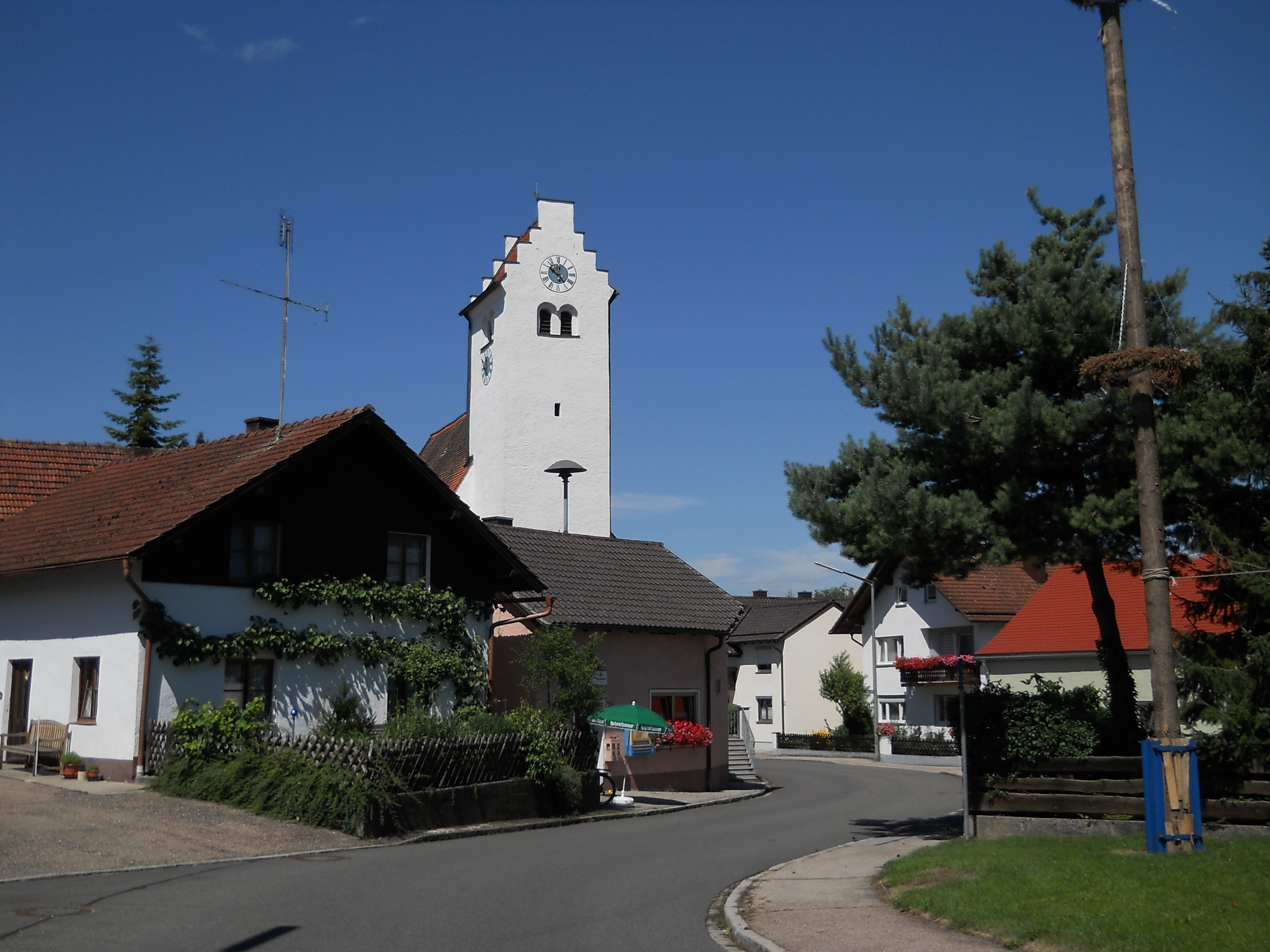
Dunsdorf, Kirche und Dorfgemeinschaftshaus

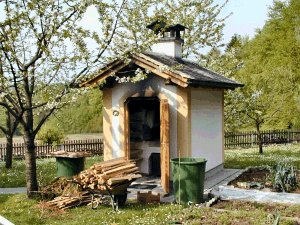
Dunsdorf, für die Region typischer, noch im Betrieb befindlicher Holzbackofen

Dunsdorf ist ein Ortsteil des Marktes Kipfenberg im oberbayerischen Landkreis Eichstätt.

## Lage
Das Kirchdorf liegt südlich des Altmühltals und südwestlich des Gemeindesitzes Kipfenberg auf der Hochfläche der südlichen Frankenalb im Naturpark Altmühltal. Nachbarorte sind Krut und Biberg.

## Geschichte
Von Dunsdorf aus in nördlicher Richtung sind 16 vorgeschichtliche Grabhügel nachgewiesen, im 19. Jahrhundert teilweise ergraben von Franz Anton Mayer.
Der Ort ist erstmals 1055 als „Tungersdorf“ in einer Urkunde von Kaiser Heinrich III. erwähnt, der den Bischof von Eichstätt hier begüterte. 1179 wird der Ort als „Tugesdorf“ bezeichnet, als Papst Alexander III. dem Eichstätter Domkapitel seinen Besitz bestätigte. Nach dem Aussterben der Grafen von Grögling-Hirschberg wurde der Ort 1305 dem Eichstätter Hochstift zugesprochen. 1417 hatte der bayerische Herzog Ludwig der Gebartete Besitz im Dorf. Das Eichstätter Spital war hier mit einem Seldengut begütert. 1706 wohnten 22 Familien im Dorf, 1808 zählte man 92 Einwohner und 1912 127 Einwohner.
Bis zur Säkularisation gehörte Dunsdorf zum unteren Hochstift Eichstätt und darin zum Pfleg- und Kastenamt Kipfenberg.
Bei der Säkularisation kam das untere Hochstift und mit ihm Dunsdorf 1802 an Großherzog Erzherzog Ferdinand III. von Toskana und 1806 an das Königreich Bayern.
1808 bildeten Dunsdorf und Denkendorf den Steuerdistrikt Denkendorf. 1818 wurden beide Orte wieder selbstständig. 1830 hatte Dunsdorf 96 Einwohner in 21 Anwesen, 1950 154 in 23 Anwesen. 1964/70 wurde eine Flurbereinigung durchgeführt.
Zum Bezirksamt, später zum mittelfränkischen Landkreis Eichstätt gehörend, schloss sich Dunsdorf bei der bayerischen Gebietsreform am 1. Januar 1972 dem Markt Kipfenberg an. Ein halbes Jahr später vollzog sich der Wechsel von Mittelfranken nach Oberbayern. 1983 lebten 148 Einwohner im Dorf, die unter anderem sich landwirtschaftlich in zwei Vollerwerbs- und elf Nebenerwerbsbetrieben betätigten. Die Einwohnerzahl stieg bis in die Gegenwart auf über 200.
Der weiß-graue Glassand der großen Sandgrube zwischen Dunsdorf und Krut wurde für die Glashütte in Grösdorf abgebaut.

## Religion
Die dem heiligen Martin geweihte Kirche wurde 1551 erbaut. Dunsdorf ist seit 1930 Filiale von Schelldorf im Bistum Eichstätt, vorher ab 1541 war es zur Pfarrei Kipfenberg gehörend. 2007 wohnten in Dunsdorf 159 Katholiken.
Siehe auch: Liste der Baudenkmäler in Dunsdorf

## Vereine
- Freiwillige Feuerwehr Dunsdorf
- Sportclub Steinberg (1956 gegründet)
- Dorfgemeinschaft Dunsdorf e.V. (1980 gegründet)

## Persönlichkeiten
- Martinus de Ehingen, Capellanus in Dunsdorf, Besitzer einer Handschrift von 1435 der Predigten des Mystikers Johannes Tauler